# Can Fligas
Can Fligas és un edifici del municipi de Sant Ferriol (Garrotxa) inclosa en l'Inventari del Patrimoni Arquitectònic de Catalunya.

## Descripció
Can Fligues és una de les masies més properes a l'antiga església romànica de Santa Maria. És de planta rectangular i amplis teulats a dues aigües amb els vessants vers les façanes principals. Està formada per diferents cossos d'edifici que no corresponen al mateix moment constructiu. El cos principal disposa de baixos -destinats al bestiar, amb petites obertures per la ventilació i antigues obertures de mig punt avui cegades-, planta noble o d'habitatge -amb finestres de pedra molt ben tallades i àmplia galeria de sis arcades al costat de migdia i de construcció posterior- i pis superior. Aquesta antiga masia fou construïda amb pedra del país poc treballada, llevat dels carreus cantoners i dels emprats per fer algunes de les obertures.

### Pallissa de Can Fligues
La pallissa situada al costat de la carretera C-66 -de Besalú a Girona-. És de planta rectangular i ampli teulat a dues aigües, sostingut per bigues, cairats, llates i teules col·locades a salt de garsa. Disposa de baixos, amb una àmplia obertura que no arriba a ser de mig punt i pis superior amb quatre badius. Conserva la següent llinda: " BUIDIC	22/ ABRIL	ME	FE/CIT	JOSEPH FLIGAS/1797"